# Contra III: The Alien Wars
Contra III: The Alien Wars (в Японії Contra Spirits (魂斗羅 スピリッツ), в PAL-регіоні Super Probotector: Alien Rebels) — відеогра 1992 року в жанрі «біжи і стріляй» для Super Nintendo Entertainment System від Konami. Це третя консольна гра серії Contra, після оригінальної Contra і Super C для NES.
Гра превидавалася на багато інших платформ: Game Boy, Game Boy Advance, (Contra Advance: The Alien Wars EX), NES, Virtual Console, Wii U.
Події гри відбуваються в 2636, коли іншопланетні загарбники, що зазнали поразки в ході попередніх частин, починають повномасштабну війну проти людей, яка отримала назву «Alien Wars». Головним антагоністом знову став «Червоний Яструб».

## Ігровий процес

Приклад ігрового процесу

### Основи
Завдяки можливостям Super NES, графіка в Contra III значно поліпшилася, наближаючись за якістю до аркадних ігор. Дизайн рівнів ускладнився, забезпечуючи більше можливостей для взаємодії. Наприклад, персонажі можуть вхопитися за труби або стелю і лізти по них, руйнувати будівлі і пейзажі, захоплювати танки.
Нові стилі рівнів в Alien Wars включали погоні на мотоциклах і ракетах, і два рівні з видом зверху з використанням режиму Mode 7. Другий і п'ятий рівні мають вид зверху. Елементи управління в них відрізняються від тих, що були в аналогічних рівнях Super Contra та Operation С. Персонаж гравця завжди показаний оберненим лицем у верхній край екрану, при цьому обертається і прокручується сам рівень. При грі вдвох екран горизонтально розділяється, по половині для кожного гравця. На початку такого рівня можна вибрати точку висадки.
Система зброї оновилася, персонажі змогли нести два види зброї замість одного, втрачаючи в разі смерті тільки використовуваний. З'явилася змога стріляти з двох стволів одночасно, але тоді в разі смерті обидві зброї втрачаються. В рівнях з виглядом згори при цьому можна крутитися. Гравець також може зупинити свого персонажа, що дозволяє стріляти у всіх восьми можливих напрямках (у тому числі вниз і під кутом) без переміщення або стрибка.

### Рівні складності
Є три рівні складності — легкий, нормальний і жорсткий. Зі збільшенням рівня складності також змінюються деякі аспекти гри. Наприклад, ворожі боси, коли воювати на більшій складності, матимуть інші атаки. Крім того, деякі ситуації ускладнюються, наприклад, при польотах на ракеті, ракета летить швидше. До того ж, деякі об'єкти і слабкі місця босів стають невразливими на нормальному або жорсткому рівнях складності.
Якщо гравець завершує гру на легкому або нормальному рівні, він почне на першому етапі наступного рівня складності з тою самою зброєю, життями і рахунком. На жорсткому рівні фінальний бос матиме додаткову форму. Після перемоги над цією формою буде показано справжнє закінчення, титри, і тільки потім фінальний рахунок.

### Зброя
Оскільки в Contra III за умовчанням стоїть автоматичний вогонь, зброя (M) — Machinegun була видалена. Як і в попередніх іграх, гравець може модернізувати зброю в такі види:
- Laser (L): стріляє переривчастим лазерним променем. В рівнях з видом зверху його постріли вузькі та суцільні.
- Shotgun (S): вистрілює віялом шість червоних куль.
- Flamethrower (F): стріляє постійним потоком ближнього полум'я. На відміну від іншої зброї, його атака може покрити більше восьми напрямків.
- Cannon/crush (C): вистрілює на невелику дальність розривні заряди, які завдають великої шкоди.
- Homing missiles (H): самонавідні ракети, які переслідують ціль.
- Barrier (B): утворює силове поле навколо бійця, що робить його тимчасово невразливим. Колір поля сигналізує про час, що лишився.
- Bombs: окрема зброя, незалежна від зброї в руках. Літаюча бомба, яка руйнує все навколо.

## Сюжет
У вступному відео над містом з'являється «Червоний Яструб» і руйнує його променем. Білл Райзер та Ленс Бін обіцяють помститися й дати рішучу відсіч іншопланетянам.

### Рівні
- Occupied City (укр. Захоплене місто) — руїни міста, захоплені людською армією «Червоного Яструба» з піхотою і бронетехнікою. Ближче до кінця рівня ворожий літак скидає бомби, що підпалюють землю. Наприкінці боєць бореться з чудовиськом, схожим на величезну черепаху.
- Destroyed Expressway (укр. Зруйнована розв'язка) — рівень з виглядом зверху. Зруйнована транспортна розв'язка, зайнята солдатами і прибульцями. Також там трапляються барикади та міни. В кінці героєві протистоїть павукоподібний танк.
- Industrial Area (укр. Індустріальна зона) — фабрика з багатьма платформами. Крім солдатів і літаючих прибульців, бійця переслідують міні-боси: літаючий дрон і десантний літак. Потім герой входить до ангара, де проти нього виходять скелетоподібні роботи-двійнята. Слідом двері ангара ламає більший робот.
- Crazy Motorcycle Chase/Aerial Combat (укр. Скажена мотоциклетна погоня/Повітряний бій) — погоня на мотоциклах та ракетах за ворожими солдатами. Спочатку відбувається в тунелі, продовжується на шосе в пустелі та над ним у повітрі. Міні-бос рівня — літаючий мечник. Бос — літаючий крейсер.
- Steep Cliff (укр. Крута скеля) — рівень з виглядом зверху. Лабіринт серед пісків, наповнений комахоподібними прибульцями та пастками, що заплутають гравця. Бос — гніздо прибульців, з якого нападає величезний черв.
- Alien Base (укр. База прибульців) — печери, вриті органікою. Їх охороняють найсильніші прибульці. Герой долає червоподібного охоронця і його серце, а потім павукоподібну істоту з людським лицем і дракона. Він входить до шахти, де постає перед «Червоним Яструбом», який насилає на нього прибульців і намагається вкусити двома головами. Коли третю, середню, голову знищено, лишається мозок, який створює навколо себе різні об'єкти, котрими й атакує. Врешті мозок переможено і бійця забирає гелікоптер. Але на мозок одягається чотирилапий скафандр, який переслідує героя до поверхні. Біля виходу з шахти істота нарешті гине, а база вибухає.

Наприкінці показується вітання. Після титрів герой повертається в місто, де зістрибує до радісного натовпу врятованих людей.

## Відмінності версій
На відміну від попередніх ігор серії Contra для NES і Game Boy, в американській версії повідомлялося, що події розгортаються в майбутньому. Однак персонажів Білла і Ланса, оригінальних героїв Contra, було змінено на їхніх нащадків з іменами Джимбо і Саллі, як в попередніх локалізаціях.
Початкова назва гри в Північній Америці була Super Contra IV. У північноамериканській і PAL-версії гри немає коду Konami, який збільшує кількість життів. Замість цього, гравець може вибрати кількість життів, з якими почне — три, п'ять або сім. Кількість продовжень коригується відповідно до рівня складності (який також визначає витривалість ворогів). Японська версія, однак, має код на 30 життів і безкінечні продовження незалежно від складності. Є також коди, які дозволяють гравцеві вибирати рівень і активовувати тест звуку.
Версія для Game Boy мала 8 кодів для відкриття рівнів, в тому числі секретного, та пропуску рівня.
Версія для Game Boy Advance мала набір кодів для відкриття кожного рівня на різних складностях.
PAL-версія, Super Probotector: Alien Rebels, ідентична американській, але замінює оригінальних персонажів роботами RD008 і RC011.